# Koninkrijk Vungu
Het koninkrijk Vungu ook wel bekend als het koninkrijk Bungu, was een historisch rijk in de regio Mayombe, gelegen tussen het huidige Republiek Congo en Democratische Republiek Congo. In de 13e eeuw leidde Vungu een confederatie samen met Ngoyo en Kakongo. Het grensde aan de Geconfedereerde Staten van Mpemba en de Zeven koninkrijken van Kongo dia Nlaza. Vungu wordt beschouwd als een mogelijke oorsprong van het koninkrijk Kongo.

## Geschiedenis
De exacte ouderdom en oprichtingsdatum van Vungu zijn onbekend. De eerste gedocumenteerde vermelding van het rijk verschijnt in een brief uit 1535 van Afonso I, koning van Kongo, waarin hij "JBungu" noemt als een van de gebieden die onder zijn heerschappij vielen.
Volgens overleveringen, opgetekend door de jezuïet Mateus Cardoso in 1624, was Bungu de plaats waar de eerste koning van Kongo regeerde voordat hij de Kongorivier overstak om het Koninkrijk Kongo te veroveren.
Datzelfde jaar verklaarde koning Pedro II van Kongo dat het gebied was overrompeld en vernietigd door de Jagas—een term die in historische documenten werd gebruikt voor rondtrekkende, militante groepen die bekendstonden als kannibalen.
Koninkrijk Kongo ·
Koninkrijk Kakongo ·
Koninkrijk Soyo ·
Koninkrijk Loango ·
Sultanaat Utetera · 
Koninkrijk Yeke · 
Koninkrijk Boma · 
Mwene Muji · 
Lunda-rijk · 
Koninkrijk Kuba ·
Luba-rijk ·
Koninkrijk Kanyok ·
Koninkrijk Kalundwe ·
Koninkrijk Chokwe ·
Koninkrijk Teke ·
Koninkrijk Lele ·
Koninkrijk Suku ·
Koninkrijk Yaka ·
Koninkrijk Azende ·
Koninkrijk Mbunda ·
Koninkrijk Ngoyo ·
Koninkrijk Mbuun ·
Koninkrijk Bozanga ·
Koninkrijk Pende ·
Ngbandi staten ·
Nsapo-staten ·
Mongo-staten ·
Koninkrijk Vungu ·
Koninkrijk Ndongo ·
Geconfedereerde Staten van Mpemba ·
Zeven koninkrijken van Kongo dia Nlaza ·
Koninkrijk Mpemba Kasi ·
Koninkrijk Vunda ·
Koninkrijk Mbata ·
Koninkrijk Mpangala ·
Koninkrijk Nsundi ·
Koninkrijk Mpangu ·
Koninkrijk Kundi ·
Koninkrijk Okanga ·
Koninkrijk Matamba ·
Koninkrijk Kasanje ·
Stamstaat Mbwila